# Räckhäv

Med externa vikter är övningen ännu svårare.

Räckhäv är en styrketräningsövning för överkroppen som är mer känd under sitt engelska namn pull-up. Den går ut på att man drar sig upp för ett hävräcke eller ett vanligt räcke, varvid man främst aktiverar de dragande musklerna, såsom latissimus dorsi och biceps. 
Det finns i huvudsak två olika grepp som används i räckhäv. Det ena, utåträckhäv, är ett pronerat grepp, dvs. där handflatan är vänd från ansiktet, och kallas internationellt sett för pull-up medan det i svenska tävlingar kallas för chins. Det andra, inåträckhäv, är ett supinerat grepp, dvs. där handflatan är vänd mot ansiktet, och är internationellt sett mest känt som chin-up.
| Muskelaktivering | Muskelaktivering | Muskelaktivering | Muskelaktivering |
| ---------------- | ---------------- | ---------------- | ---------------- |
| Primär agonist   |                  |                  |                  |
| -                | Latissimus dorsi | Latissimus dorsi | Latissimus dorsi |
| Synergister      |                  |                  |                  |
| -                | Biceps brachii   | Biceps brachii   | Biceps brachii   |
| -                | Teres major      | Teres major      | Teres major      |
| -                | Trapezius        | Trapezius        | Trapezius        |
| -                | Pectoralis major | Pectoralis major | Pectoralis major |
| -                | Triceps brachii  | Triceps brachii  | Triceps brachii  |
| -                | Brachialis       | Brachialis       | Brachialis       |